# Horst Hammitzsch
Reinhold Horst Hammitzsch (* 3. November 1909 in Dresden; † 8. November 1991) war ein deutscher Japanologe. Als Professor lehrte er unter anderem an der Universität Leipzig (1942–1943), der Ludwig-Maximilians-Universität München (1949–1965) und der Ruhr-Universität Bochum (1965–1976).

## Leben
Der Sohn des Architekten und Baumeisters Reinhold Hammitzsch besuchte in Dresden ab Ostern 1916 die 31. Bürgerschule und von Ostern 1919 bis Ostern 1929 die Dreikönigschule, die er mit dem Reifezeugnis verließ. Vom Sommersemester 1929 bis zum Wintersemester 1932/33 studierte Hammitzsch an der Universität Leipzig Sinologie, Japanologie und Mongolistik, besuchte allerdings auch die Kollegs der Religionswissenschaft, Geschichte und Philosophie. 1937 wurde er an der Universität Leipzig bei André Wedemeyer promoviert.
Nach Abschluss des Studiums zog Hammitzsch nach Japan, wo er von 1933 bis 1941 Deutsche Sprache und Literatur am Achten Kaiserlichen Obergymnasium in Nagoya (第八高等学校, Dai-hachi kōtō gakkō, heute: Universität Nagoya) lehrte. Zum 1. Oktober 1934 war er der NSDAP (Mitgliedsnummer 2.751.986) und im selben Jahr dem Nationalsozialistischen Lehrerbund beigetreten. Im Auftrag der NSDAP diente er als Vertrauensmann für die deutsche Gemeinde in Japan sowie als Beauftragter der deutschen Botschaft und des Generalkonsulats. Unter anderem hielt er zu dieser Zeit Vorträge zum Thema „Rassisch und geographisch bedingte Elemente im japanischen Volke und ihre Auswirkungen auf die Auswanderung“. Hammitzsch leitete seit Ende September 1939, den dortigen Ableger des neugegründeten „deutschen Hilfsausschußes der NSDAP, Landesgruppe Japan.“
1941 trat Hammitzsch am 1932/33 eingerichteten Japanologischen Institut der Universität Leipzig die Nachfolge seines Lehrers Hans Überschaar an, wurde aber bereits im folgenden Jahr zur Wehrmacht eingezogen, für die er von 1943 bis Kriegsende als Sprachoffizier beim deutschen Militärattaché in Nanjing arbeitete.
Nach dem Krieg in China interniert, kehrte Hammitzsch 1947 nach Deutschland zurück, wo er eine maßgebliche Rolle beim Aufbau der Japanologie an der Ludwig-Maximilians-Universität München spielte. Bereits ab 1949 arbeitete er dort als Lehrbeauftragter, zunächst noch im institutionellen Rahmen der Sinologie. 1951 wurde er außerplanmäßiger Professor für Japanologie, 1956 wurde er Vorstand des neu gegründeten Seminars für Japanologie (heute: Japan-Zentrum). Besonders engagierte er sich beim Aufbau der Deutsch-Japanischen Gesellschaft Bayerns, deren Präsident er von 1962 bis 1964 war. 1964 lehrte er außerdem als Gastprofessor an der University of British Columbia. 1965 folgte er einem Ruf an die neugegründete Ruhr-Universität Bochum, auf den deutschlandweit einzigen Lehrstuhl speziell für Geschichte Japans, wo er bis zu seiner Emeritierung im Herbst 1976 wirkte. 1990 wurde er für seine Arbeit mit dem Orden der Aufgehenden Sonne geehrt.

## Forschung
In den frühen Jahren seiner wissenschaftlichen Tätigkeit beschäftigte sich Hammitzsch hauptsächlich mit dem frühen Shintō und dessen nationalistischer Neuinterpretation durch Hirata Atsutane und andere Denker der Edo-Zeit. Seine Dissertation schrieb er zum Thema Yamato-hime no Mikoto Seiki: Eine Quelle zur Frühgeschichte der Shintô-Religion = Bericht über den Erdenwandel Ihrer Hoheit der Prinzessin Yamato. Übersetzt und erklärt von Horst Hammitzsch. In der Folge arbeitete er vor allem auf zwei Gebieten: Der Geistesgeschichte der Edo-Zeit und der japanischen Poesie, insbesondere der Tanka- und Haiku-Dichtung.
Auf dem Gebiet der Geistesgeschichte der Edo-Zeit legte er Arbeiten unter anderem zur Kokugaku, der Kangaku, der Mitogaku und der Shingaku-Bewegung vor.
Auf dem Gebiet der Poetik fand vor allem die Haiku-Dichtung Matsuo Bashōs und seiner Anhänger sein Interesse. Er übersetzte unter anderem das Kashima-kikō und Bashōs Reisetagebücher. Seine Übersetzungen, aber auch die Haiku-Gedichte aus eigener Feder, gelten als stilbildend für die deutsche Haiku-Dichtung.
Im Zusammenhang mit der Dichtkunst beschäftigte er sich auch mit der japanischen Ästhetik im Allgemeinen, zu deren Grundbegriffen er maßgebliche Arbeiten verfasste; sowie mit dem Tee-Weg, wo er neben einer Übersetzung von Okakura Kakuzōs Buch vom Tee auch eine Studie zum Zencharoku vorlegte.
Hammitzsch verfasste mehrere Beiträge für namhafte Lexika, darunter die Brockhaus Enzyklopädie und Kindlers Literatur Lexikon. Mit dem Japan-Handbuch gab er zusammen mit Lydia Brüll und Ulrich Goch das umfangreichste deutschsprachige Nachschlagewerk zu Japan heraus. Des Weiteren fungierte er als Herausgeber der Abteilung Japan des Handbuchs der Orientalistik.
1956 gab er zusammen mit Oscar Benl die Japanische Geisteswelt mit ausgewählten Quellentexten zur japanischen Geistesgeschichte heraus.

## Schriften (Auswahl)
Als Autor
- Hirata Atsutane: Ein geistiger Kämpfer Japans. Deutsche Gesellschaft für Natur- und Völkerkunde Ostasiens, Tokio 1936.
- Yamato-Hime no Mikoto Seiki: Bericht über den Erdenwandel Ihrer Hoheit der Prinzessin Yamato. Eine Quelle zur Frühgeschichte der Shintô-Religion übersetzt und erklärt. Harrassowitz, Leipzig 1937 (Dissertation, Universität Leipzig, 1937).
- Shûyôdan: Die Erneuerungsbewegung des gegenwärtigen Japans. Deutsche Gesellschaft für Natur- und Völkerkunde Ostasiens, Tokio 1939.
- Sangyô-Hôkoku: Die japanische Arbeitsfront. Deutsche Gesellschaft für Natur- und Völkerkunde Ostasiens, Tokio 1941.
- Cha-dô, der Tee-Weg: Eine Einführung in den Geist der japanischen Lehre vom Tee. O. W. Barth, München-Planegg 1958.

Als Herausgeber
- Studien zur Japanologie. Monographien zur Geschichte, Kultur und Sprache Japans, Wiesbaden 1959-.
- (mit Oscar Benl) Japanische Geisteswelt. Vom Mythus zur Gegenwart. Holle-Verlag, Baden-Baden 1956.
- Japanische Volksmärchen. Diederichs, Düsseldorf 1964.
- Japan. Glock und Lutz, Nürnberg 1975.
- Japan-Handbuch. Land und Leute, Kultur- und Geistesleben. Steiner, Wiesbaden 1981, ISBN 3-515-02952-4.